# Kaivosjärvi (Gällivare socken, Lappland, 741741-170768)
Kaivosjärvi är en sjö i Gällivare kommun i Lappland och ingår i Råneälvens huvudavrinningsområde.